# AeroFighters Assault
AeroFighters Assault és un videojoc simulador de vol d'avions per a Nintendo 64 llançat el 15 d'abril de 1997 als Països Catalans. Un grup de pilots s'enfronta a la fictícia organització dominadora del món Phutta Morgana.

## Jugabilitatde joc
El joc és un simulador de tipus arcade, que significa que l'objectiu del joc és obtenir la major quantitat de puntuació possible. Els punts són recompensats per la quantitat de pilots aliats que han sobreviscut, a més de la quantitat d'armes de defensa i especials no usades i quanta quantitat d'energia queda encara en el caça. Es té a disposició pròpia un tipus d'arma bàsica (sol ser una metralladora), una altra d'atac mitjançant míssils, una arma de defensa contra míssils i una altra d'atac especial. Per a passar una fase s'ha de complir un objectiu que sol ser destruir un cap final i, en algunes missions, també s'ha de defensar la base.

## Personatges
| Nom del personatge | Avió                                   | Arma principal     | Arma secundària | Arma defensiva | Arma especial |
| ------------------ | -------------------------------------- | ------------------ | --------------- | -------------- | ------------- |
| Hawk               | Tomcat F-14B                           | Metralladora 20 MM | Phoenix         | Chaff          | Tomahawk      |
| Glenda             | Fairchild Republic A-10 Thunderbolt II | Metralladora 30 MM | Rockets         | Chaff          | FAE           |
| Volk               | Super Flanker SU-35                    | Fire Ball          | Fire Arrow      | Air Minis      | Fire Wave     |
| Hien               | FS-X                                   | Kunai Shot         | Stars           | Makibishi      | Ninja Beam    |

## Modes de joc

### Main Game
És el mode història del joc i principal mode de tots els que hi ha. Les fases en què consta són:
- Tòquio - La ciutat es troba submergida sota l'aigua després que una bomba esclatés en el pol sud. El grup ha de destruir a un monstre mecànic de quatre potes que es troba surant en l'aigua on està la ciutat mentre tracta de defensar un edifici governamental.
- Oceà Pacífic - S'ha d'enfrontar a una tropa de vaixells, inclòs el vaixell principal anomenat "Leviathan". El "Leviathan", que pot submergir-se, ha de ser destruït.
- Air Battle - Un grup de caces bombarders B-2 i un superdestructor estan descendint. S'ha de destruir a un "Spriggan".
- Desert - S'ha de destruir un vehicle com un tanc.
- Fortalesa - Una fortalesa localitzada en les muntanyes del Perú, protegida per escuts que han de ser destruïts per a acabar amb la fortalesa més ràpidament. És un dels nivells més difícils.
- Oceà Antàrtic - Un grup de pilots amb més habilitat del grup "Putta Morgana" que han de ser abatuts.
- Cova de gel - S'entra per la boca d'una cova de gel travessant la cova fins a arribar a l'interior on una gegant esfera amb un eix en el centre ha de ser destruïda.

Les fases de bonificació:
- Air Docking - Aterrar l'avió dintre del carril d'aire de l'equip. Es guanya després de realitzar els dos primers nivells, després del nivell Oceà Pacífic.
- Shuttle Defense - S'ha de protegir la llançadora de l'enemic. S'haurà de destruir tots els tancs i avions que s'aproximin abans que destrueixin la teva llançadora. Es guanya després de completar els primers tres nivells en un cert temps.
- Goliath Defense - S'ha de protegir el carril, que es troba en una àrea oceànica, costi el que costi. Aquest nivell es guanya després de completar els primers nivells de bonus.
- Espai - S'ha de destruir la màquina anomenada "Pandora" abans que destrueixi la terra. La màquina té tres formes. Aquest nivell apareix quan es completa els nivells de bonus, després de seguir el nivell d'Antàrtida.

### Pràctica
Tenim tres opcions que consisteixen en:
- Pilot Control. Passar a través dels cercles que es troben en l'aire intentant seguir un ordre preestablert.
- VS AI Pilot. Enfrontar-se a cinc avions d'un en un vèncer-los.
- VS Boss. Destruir uns globus a més d'uns rombes en una figura d'un cap final.

### Death Match
És l'únic mode per a dues persones. S'ha d'enfrontar un contra l'altre podent triar entre els tres possibles escenaris, l'avió/personatge, el temps, la quantitat de l'arma defensiva i la quantitat de l'arma especial.

### Boss Game
En aquest mode es pot triar a un dels caps finals als quals ja s'hagi enfrontat i enfrontar-se sol contra ell.